# الوطنية لخدمات الملاحة الجوية
الشركة الوطنية لخدمات الملاحة الجوية هي شركة مساهمة حكومية مصرية، تابعة للشركة المصرية القابضة للمطارات والملاحة الجوية، أنشأت سنة 2001، وتعمل في مجال المراقبة الجوية بالمطارات المصرية.

## نشاط الشركة
- تجهيز وتشغيل خدمات المراقبة الجوية وتوجيهها.
- تنظيم مسارات الطائرات بما يكفل منع التداخل بينها وتأمينها وتجهيز الطرق الجوية والمساعدات الملاحية.
- تقديم خدمة الاتصالات الجوية سواء متنقله (AMS) للطائرات وإمدادها بالمعلومات الضروريه اللازمة خلال رحلتها سواء المتعلقة بالارصاد الجوية أو ما شابه أو ثابتة (AFS) وذلك عن طريق تبادل البرقيات بين مقدمى الخدمة في الدول المحيطة لتنسيق الارتفاعات وتوقيت الدخول ومعلوميات الوصول والإقلاع وذلك لتأكيد سلامة الحركة الجوية.
- تقديم خدمات معلومات الطيران عن طريق تقديم برامج الرحلات لكل طائرة قبل إقلاعها
- تقديم المساعدات للطائرات التي تحتاج للإنقاذ ومعاونتها إذا لزم الأمر.
- تقديم خدمات الملاحة الجوية الأخرى والتي تتضمن توفير شبكة الاتصالات والملاحة والمراقبة التي تدعم عمليات تشغيل الطائرات.
- إنشاء أنظمة المساعدات الملاحية اللازمة لتأمين سلامة الطائرات وصيانتها.
- إعداد الدراسات الفنية وتقديم المشورة والمعلومات والخدمات اللازمة للغير لتجهيز وتشغيل خدمات المراقبة الجوية وتوجيهها.

## وصلات خارجية
- الموقع الرسمي للشركة.